# Gozmail
 (mai 2019).

gozmail est un service de messagerie électronique opérant depuis 2014, et porté par l'association gozdata. Ce service est construit à partir de logiciels libres, comme postfix, dovecot, spamassassin, roundcube et apache, entre autres.
L'association milite pour la relocalisation des services informatiques sur les territoires de leurs utilisateurs,,. La plateforme met ainsi en avant l'extension .bzh (ses serveurs principaux sont à Nanteset à Rennes).
gozmail fait partie du collectif CHATONS.